# Zahodna konferenca (NHL)
Zahodna konferenca (francosko Conférence de l'Ouest) je ena od dveh konferenc, na kateri se deli liga NHL. Druga konferenca se imenuje Vzhodna konferenca. 
Predhodno je bila znana kot Konferenca Clarenca Campbella (ali krajše Konferenca Campbell). Nastala je leta 1974, ko je bila NHL preurejena v dve konferenci in štiri divizije. Ker nove konference in divizije niso imele pomembne povezave s severnoameriško geografijo, so bile vse geografske odstranjene. 
Konference in divizije so bile preurejene v sezoni 1981/82, da bi bolje izrazili lego moštev, a so že obstoječa imena obdržali skupaj s konferenco Campbell, s čimer je današnja Zahodna konferenca postala konferenca za NHL moštva najbolj na zahodu Severne Amerike. Imena konferenc in divizij so bila zamenjana v sezoni 1993/94, da bi odsevala njihovo lego. Takratni novi NHL komisar Gary Bettman je uvedel spremembo, da bi pomagal nehokejskih navijačem pri razumevanju igre, saj NBA, NFL in MLB vsa uporabljajo geografsko zaznamovana imena za svoje konference in divizije. Sprememba je ujezila puriste in starejše hokejske navijače, ki so menili, da je ta sprememba, ki je obrnila na glavo dve desetletji tradicije, odstranila vsak zgodovinski pridih lige.  Pokal, ki ga podeljujejo prvaku divizije, Clarence S. Campbell Bowl, ohranja majhno povezavo z dediščino lige.

## Divizije
Pred preureditvijo lige leta 1993 je Konferenca Campbell sestojila iz divizij Norris in Smythe. Trenutno v Zahodni konferenci nastopa 15 moštev v treh divizijah: Centralni diviziji, Severozahodni diviziji in Pacifiški diviziji. 
| Centralna - Chicago Blackhawks - Columbus Blue Jackets - Detroit Red Wings - Nashville Predators - St. Louis Blues | Severozahodna - Calgary Flames - Colorado Avalanche - Edmonton Oilers - Minnesota Wild - Vancouver Canucks | Pacifiška - Anaheim Ducks - Dallas Stars - Los Angeles Kings - Phoenix Coyotes - San Jose Sharks |

## Prvaki

### Zmagovalci Stanleyevega pokala
- 1974/75 - Philadelphia Flyers†
- 1979/80 - New York Islanders†
- 1980/81 - New York Islanders†
- 1983/84 - Edmonton Oilers
- 1984/85 - Edmonton Oilers
- 1986/87 - Edmonton Oilers
- 1987/88 - Edmonton Oilers
- 1988/89 - Calgary Flames
- 1989/90 - Edmonton Oilers
- 1995/96 - Colorado Avalanche
- 1996/97 - Detroit Red Wings
- 1997/98 - Detroit Red Wings
- 1998/99 - Dallas Stars
- 2000/01 - Colorado Avalanche
- 2001/02 - Detroit Red Wings
- 2006/07 - Anaheim Ducks
- 2007/08 - Detroit Red Wings

† - Philadelphia Flyers in New York Islanders nista več člana Konference Campbell/Zahodne konference. Preselila sta se v Valižansko/Vzhodno konferenco pred sezono 1981/82. 